# DJ 신데렐라
DJ 신데렐라(포르투갈어: Cinderela Pop)는 2019년 브라질에서 개봉, 넷플릭스에서 2020년 방영한 가족 로맨스 영화이다.

## 출연진

### 주연
- 메이사 실바 : 신치아 도렐라 역
- 페르난다 파에스 레메 : 파트리샤 역
- 필리페 브라간사 : 프레디 프린스 역

### 조연
- 레티시아 파리아 페드로 : 그라지엘 역
- 키리아 말레이로스 : 지젤 역